# Stelletta crassicula
Stelletta crassicula är en svampdjursart som beskrevs av Carter 1881. Stelletta crassicula ingår i släktet Stelletta och familjen Ancorinidae. Inga underarter finns listade i Catalogue of Life.